# Zadnieszówka
Zadnieszówka, Zadniszówka (ukr. Заднишівка) – dawniej samodzielna wieś, obecnie w granicach miasta Podwołoczyska na Ukrainie, w jego południowo-zachodniej części. Rozpościera się u zbiegu ulic Tarnopolskiej i Honczara.

## Historia
Zadnieszówka to dawniej samodzielna wieś i gmina jenostkowa. 30 grudnia 1880 z gminy Zadnieszówka wyłączono osadę Zagrobla Zadnieszowska, z której (oraz z osady Podwołoczyska, stanowiącej południową część obszaru dworskiego Staromiejszczyzna) utworzono miasto (na prawach miasteczka) Podwołoczyska.
W II Rzeczypospolitej stanowiła gminę jednostkową Zadnieszówka w powiecie skałackim w województwie tarnopolskim.
1 sierpnia 1934 r. w ramach reformy na podstawie ustawy scaleniowej Zadnieszówka weszła w skład nowej zbiorowej gminy Podwołoczyska, gdzie we wrześniu 1934 utworzyła gromadę. 
W 1931 r. wieś liczyła 2041 mieszkańców, z których prawię połowę stanowili Polacy. 17 września 1939 r. wkraczająca Armia Czerwona zastrzeliła 3 żołnierzy KOP. W latach 1943–1947 nacjonaliści ukraińscy z OUN - UPA zamordowali tutaj 11 Polaków i 2 Ukraińców.
Po wojnie włączona w struktury ZSRR.